# Рюттю
Рю́ттю (фин. Rytty) — посёлок в Кааламском сельском поселении Сортавальского района Карелии.

## Общие сведения
Находится на берегу реки Тохмайоки (местные жители её называют Тохма).
Также здесь была, разобранная в середине 1990-х годов, станция на 274,2 км перегона Хелюля — Кааламо.

## Памятники истории
Близ посёлка, на 14-м км шоссе Сортавала — Вяртсиля, в 1976 году установлен памятник на месте, где в июле 1941 года, в блиндаже находился полевой штаб 168-й стрелковой дивизии, принявшей на себя первые удары наступающих финских войск.

## Население
| 2002 | 2009 | 2010 | 2013 |
| ---- | ---- | ---- | ---- |
| 130  | ↘109 | ↘89  | ↘84  |

## Объекты архитектуры
- Здание ж/д вокзала конца XIX — начала XX вв.
- Усадьба конца XIX в.